# André Fosså Aguiluz
André Fosså Aguiluz (26 de mayo de 1991) es un deportista noruego que compitió en ciclismo en la modalidad de BMX. Ganó una medalla de oro en el Campeonato Mundial de Ciclismo BMX de 2011, en la prueba de contrarreloj.

## Palmarés internacional
| Campeonato Mundial | Campeonato Mundial     | Campeonato Mundial | Campeonato Mundial |
| Año                | Lugar                  | Medalla            | Competición        |
| ------------------ | ---------------------- | ------------------ | ------------------ |
| 2011               | Copenhague (Dinamarca) | Medalla de oro     | Contrarreloj       |